# Nartsamovaara
Nartsamovaara är en kulle i Finland.   Den ligger i den ekonomiska regionen Norra Lappland och landskapet Lappland, i den norra delen av landet, 1 000 km norr om huvudstaden Helsingfors. Toppen på Nartsamovaara är 340 meter över havet, eller 91 meter över den omgivande terrängen. Bredden vid basen är 2,5 km.
Terrängen runt Nartsamovaara är platt västerut, men österut är den kuperad.  Trakten runt Nartsamovaara är nära nog obefolkad, med mindre än två invånare per kvadratkilometer. Omgivningarna runt Nartsamovaara är i huvudsak ett öppet busklandskap.